# Діярбакир
Діярбаки́р (тур. Diyarbakır), Амед (курд. Amed), Тигранакерт (вірм. Դիարբեքիր/Ամիդ/Տիգրանակերտ) — велике місто у південно-східній Туреччині, адміністративний центр ілу (провінції) Діярбакир. Місто розташоване на березі річки Тигр та має населення близько 600 тис. мешканців. Місто відоме своєю культурою, фольклором і кавунами. Його населення переважно курдське, а місто інколи називають «неофіційною столицею» Турецького Курдистану.

## Історія
Історична назва цього стародавнього міста — Аміда або Амед. У IV ст., по велінню Констанція II, навколо нього були зведені міські мури з базальтових тесанних каменів. У 359 році Амід був завойований іранським шахом Шапуром. Згодом Юстиніан I відвоював місто і провів додаткові фортифікаційні роботи. Потім Амід знову перейшов в іранські руки. У 640 році був завойований арабським плем'ям Бекір (або Бакр), і на його честь отримав назву Діярбекір. Діярбекір був одним з пунктів Великого шовкового шляху. У 958 візантійці повернули контроль над містом. У 1001 році Діярбекір став резиденцією курдської династії Мерванідів. У 1085 році перейшов в туркменські руки. У 1534 році Діярбекір був завойований султаном Сулейманом I Кануні і увійшов до складу Османської імперії. Візантійська фортеця отримала назву Іч-кале.
14 грудня 1847 року після придушення повстання курдського вождя Бедрхан-бея, Діярбекір став центром «провінції Курдистан» . Територія провінції, однак, була населена переважно вірменами. У Діярбекірі існувало 7 вірменських шкіл. У 1864 році провінція Курдистан перейменована в провінцію Діярбекір. У XIX—XX століттях османська влада часто ув'язнювала в Діярбекірській в'язниці діячів болгарського і македонського національно-визвольного руху.
1-3 листопада 1895 року, за султана Абдул-Гаміда II, турки влаштували в місті різанину вірменів і ассирійців.. У різанині й грабежах брали активну участь поліція і аскери. Загинуло 3000, поранено було 1500 чоловік. Вщент було зруйновано 2 приміських вірменських села. Частина вірмен, вдалася до самооборони, зуміла відкинути фанатичний мусульманський натовп. Кілька тисяч людей знайшли притулок у французькому консульстві, католицьких церквах. Ассирійцям вдалося захистити недоторканність своїх храмів, у них ховалися як ассирійці, так і вірмени.
У 1908—1909 роках Діярбекірське відділення партії «Єднання і прогрес» очолював місцевий туркмен Зія Гекальп — майбутній заступник міністра внутрішніх справ Талаат-паші.
На 1915 рік у місті та прилеглих селах, проживало 296 000 чоловік, з яких вірмени — 105 000 (35,5 %), курди — 55 000 (18,6 %), турки — 45 000 (15,2 %), інші народи (ассирійці, араби, черкеси тощо) — 91 000 (30,7 %). Християни становили понад 50 % населення міста. В результаті організованого владою Османської імперії (перш за все — Талаатом і Гекальпом) геноциду, все християнське населення було знищено або депортовано. Знищивши в червні 1915 р найбільш впливових представників вірменської громади, турецька влада до жовтня того ж року депортували в Рас-вул-Айн і винищили переважну більшість місцевих вірмен.
Кемалісти встановили контроль над Діярбекіром у 1923 році. У 1937 році Ататюрк особисто відвідав Діярбекір після чергового конфлікту з місцевими курдами і розпорядився замінити популярне у курдів ім'я міста Діярбекір на співзвучне Діярбакир (від турецького слова «bakır» — «мідь»).
У 1966 році в Діярбакирі заснована філія Анкарського університету, що стала у 1973 року незалежним університетом Тігріс.
У 1981—2002 роках Діярбакир, через бойові дій між турецькою армією і загонами КРП (Курдської робітничої партії), був закритим містом.

## Клімат
Місто знаходиться у зоні, котра характеризується середземноморським кліматом. Найтепліший місяць — липень із середньою температурою 30 °C (86 °F). Найхолодніший місяць — січень, із середньою температурою 1.7 °С (35 °F).
| Клімат Діярбакира       | Клімат Діярбакира | Клімат Діярбакира | Клімат Діярбакира | Клімат Діярбакира | Клімат Діярбакира | Клімат Діярбакира | Клімат Діярбакира | Клімат Діярбакира | Клімат Діярбакира | Клімат Діярбакира | Клімат Діярбакира | Клімат Діярбакира | Клімат Діярбакира |
| Показник                | Січ.              | Лют.              | Бер.              | Квіт.             | Трав.             | Черв.             | Лип.              | Серп.             | Вер.              | Жовт.             | Лист.             | Груд.             | Рік               |
| Абсолютний максимум, °C | 15                | 21                | 25                | 31                | 42                | 41                | 45                | 47                | 42                | 35                | 25                | 17                | 47                |
| Середній максимум, °C   | 5                 | 8                 | 13                | 19                | 25                | 32                | 37                | 37                | 32                | 24                | 15                | 8                 | 21                |
| Середня температура, °C | 1                 | 3                 | 8                 | 13                | 18                | 25                | 30                | 29                | 25                | 17                | 9                 | 4                 | 15                |
| Середній мінімум, °C    | −2                | −1                | 2                 | 7                 | 11                | 17                | 22                | 21                | 16                | 10                | 3                 | 0                 | 9                 |
| Абсолютний мінімум, °C  | −21               | −16               | −13               | −2                | −2                | 7                 | 12                | 8                 | 3                 | 1                 | −7                | −22               | −22               |
| Норма опадів, мм        | 70                | 60                | 60                | 70                | 40                | 10                | 0                 | 0                 | 0                 | 30                | 50                | 70                | 490               |
| ----------------------- | ----------------- | ----------------- | ----------------- | ----------------- | ----------------- | ----------------- | ----------------- | ----------------- | ----------------- | ----------------- | ----------------- | ----------------- | ----------------- |
| Джерело: Weatherbase    |                   |                   |                   |                   |                   |                   |                   |                   |                   |                   |                   |                   |                   |